# Pseudinae
Pseudinae is een onderfamilie van kikkers uit de familie boomkikkers (Hylidae).
De groep werd voor het eerst wetenschappelijk beschreven door Leopold Fitzinger in 1843. Oorspronkelijk werd de wetenschappelijke naam Pseudae gebruikt. Er zijn drie geslachten en dertien soorten, die voorkomen in delen van Zuid-Amerika.

## Geslachten
Onderfamilie Pseudinae
- Lysapsus
- Pseudis
- Scarthyla

Acridinae · 
Cophomantinae · 
Dendropsophinae · 
Hylinae · 
Lophyohylinae · 
Pseudinae · 
Scinaxinae